# Пористість

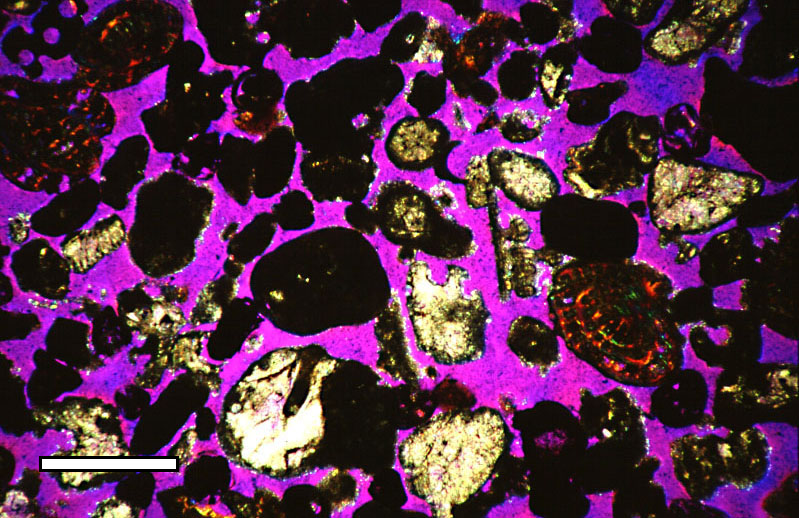
Пористість порід — мікроскопічний метод визначення.

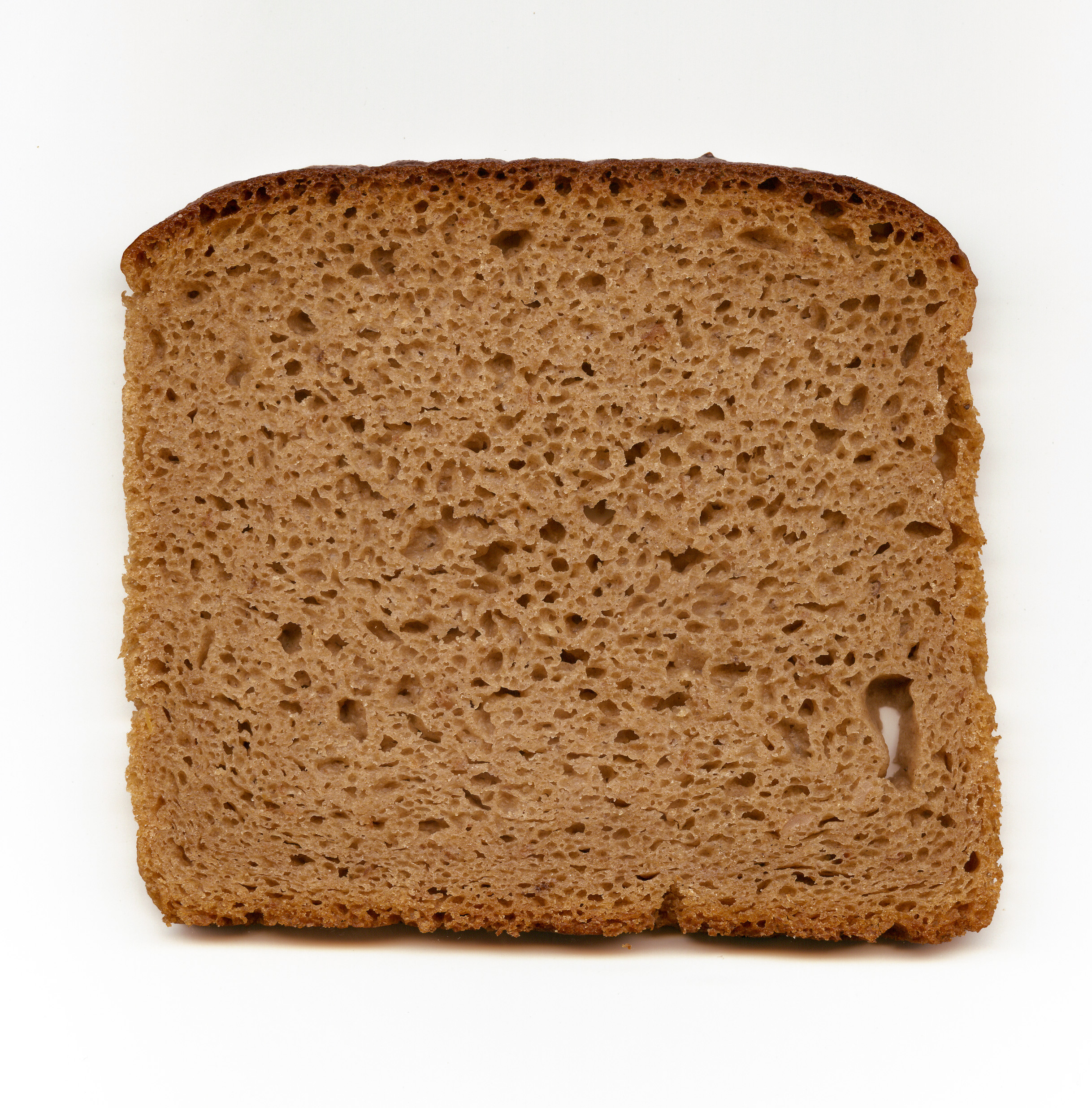
Пори в житньому хлібі.

Пористість — наявність порожнин (пор) у тілі (середовищі); вимірюють пористості коефіцієнтом. 

## Загальна характеристика
Пористість визначає величину запасів нафти (газу) в продуктивному пласті.
Характеристика розмірів і кількості пор у твердому матеріалі. Визначається (у частках одиниці або %) відношенням сумарного об'єму пор у матеріалі до його загального об'єму.
Пористості розрізняють: абсолютну, ефективну (відкриту) та динамічну (корисну). За геометрією форм порожнин розрізняють порову пористість (як правило теригенні породи), а також кавернозну, тріщинувату і порово-каверно-тріщинувату пористість (як правило карбонатні породи). 

## Різновиди
В гірничій справі використовуються терміни абсолютна пористість (англ. absolute porosity) що є синонімом слова пористість,
відкрита (ефективна) пористість (англ. open porosity) — наявність сполучених між собою пор у гірській породі, по яких можливий рух рідин чи газів у природних умовах.
закрита (неефективна) пористість (англ. closed porosity) — коли пори не дозволяють рух рідин чи газів. Розуміння про морфологію породи дозволяє зробити важливі висновки щодо можливості потоків підземних вод, або інших рідин.
За розміром пор пористість розрізняють на:
Макропористість — макропористий матеріал це матеріал що мають пори розміром пори в середньому більше 75-200 нм.
Мезопористість — від 2-х до 200 нм. Мезопорами також називаються канали що з'єднують порожнини в матеріалі. Мезопори розрізняються на корпускулярні, губчаті та мезоструктуровані,
Мікропористість — з порами менше ніж 1.5 — 2нм

## Інтернет-ресурси
- Absolute Porosity & Effective Porosity Calculations
- Geology Buzz: Porosity